# Pocisk przeciwbetonowy
Pocisk przeciwbetonowy to pocisk o działaniu uderzeniowo-burzącym.

## Przeznaczenie
Przeznaczony do niszczenia urządzeń obronnych z betonu i żelbetu oraz mocnych budowli z kamienia i cegły. Może być też stosowany do strzelań przeciwpancernych ogniem na wprost. Wbija się w cel i wybucha lub przebija go i wybucha po pewnym czasie zależnie od rodzaju zapalnika.

## Sposób budowy
Zbudowany jest ze stali pogrubionej w części głowicowej, ma kształt dalekonośny.